# Kanton Mende-2
Der Kanton Mende-2 ist seit 2015 ein französischer Wahlkreis im Arrondissement Mende, im Département Lozère und in der Region Okzitanien.
Der Kanton besteht aus dem südlichen Teil der Stadt Mende mit 6150 Einwohnern (Stand: 2022):